# Atla Religion Database
L' Atla Religion Database  (ATLA RDB) è un indice bibliografico online per utenti abbonati, che fornisce accesso a riviste accademiche e singoli articoli nel'ambito delle religioni  e della teologia.
Il database indicizza articoli, saggi e recensioni di libri relativi a una vasta gamma di campi accademici legati alla religione. È pubblicato dall'editore EBSCO e aggiornato mensilmente dall'American Theological Library Association. Al 2018, aveva 2.1 milioni di citazioni di articoli provenienti da oltre 1.940 riviste e circa 500.000 recensioni di monografie in oltre 60 lingue.
In precedenza disponibile in CD-ROM, ATLA RDB è anche un aggregatore di altre basi di dati non esistenti in formato stampa: Religion Index One: Periodicals, Religion Index Two: Multi-Author Works e Index to Book Reviews in Religion. 

Il modello dei dati implementa il formato standard MARC di catalogazione del materiale bibliografico. Atla indicizza opere multi-autore, quali Festschrift e atti di convegni, con registrazioni separate per ogni contributore.
ATLA dichiara di aver indicizzato il 100% delle riviste specialistiche relative alle religioni maggiori a partire dal 1949, con alcuni record risalenti agli inizi del XIX secolo. La banca dati applica un set di criteri di selezione basati sul merito e sulla rilevanza accademica, coprendo le seguenti discipline: storia antica, antropologia, archeologia, Bibbia, storia della chiesa, etica, storia missionaria, filosofia, pastorale, studi religiosi, teologia, cultura e società umana, ecumenismo e le religioni mondiali.
Durante gli anni '90, fu oggetto di critiche per lo scarso rilievo dato alle pubblicazioni dell'emergente teologia Queer e della teologia femminista.